# Turó del Pou de Glaç
El Turó del Pou de Glaç és una muntanya de 217 metres que es troba al municipi de Sant Fost de Campsentelles, a la comarca del Vallès Oriental.